# Stig Rossen

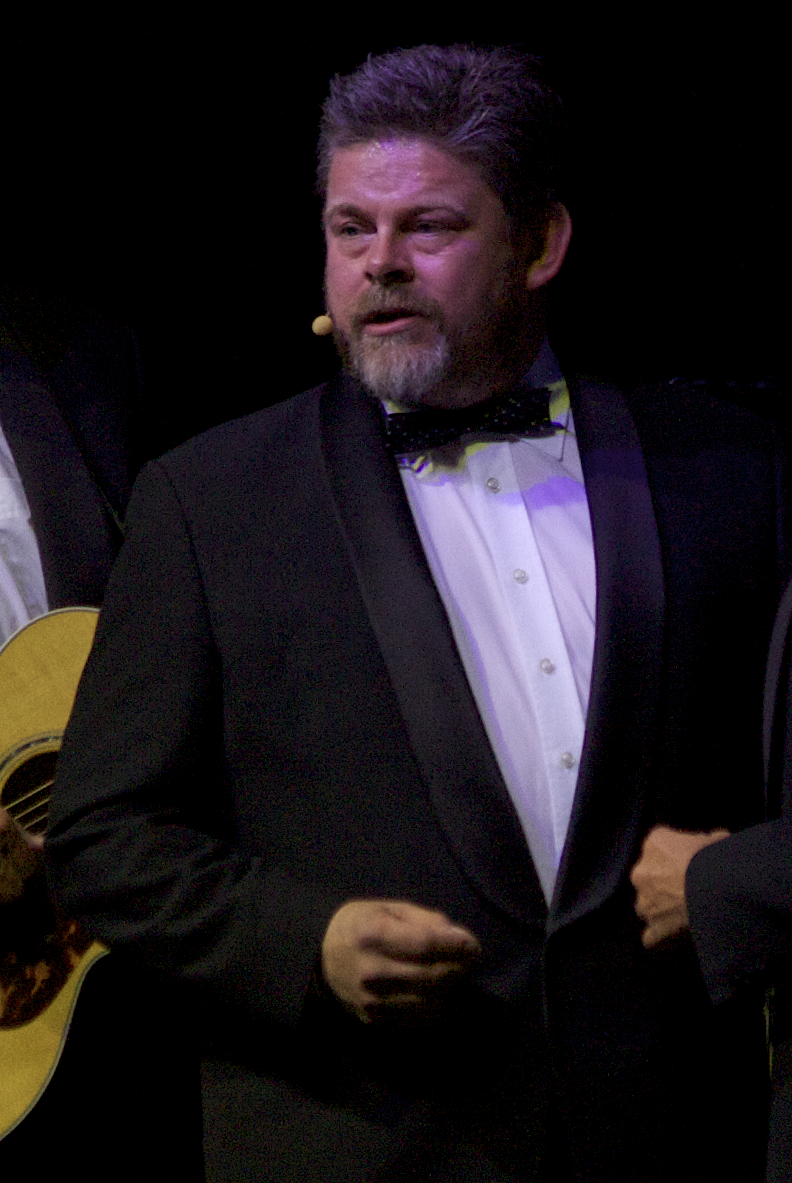
Stig Rossen (2009)

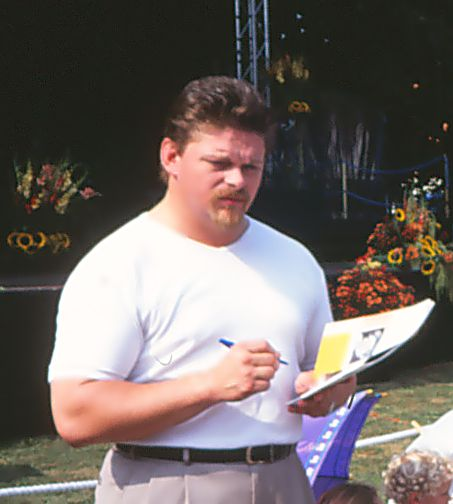
Stig Rossen (1997)

Stig Rossen Nancke (* 14. Juni 1962) ist ein dänischer Schauspieler und Sänger.

## Leben
Rossen studierte an der Guildhall School of Music and Drama. 1990 erhielt er eine Rolle in einer Londoner Produktion von Les Misérables und war so erfolgreich, dass er drei Monate später die Hauptrolle des Jean Valjean spielte. Diese Rolle, die er seitdem in etwa 1500 Aufführungen in zehn Ländern spielte, brachte seinen internationalen Durchbruch als Schauspieler und Musicaldarsteller.
Seit 1988 veröffentlichte Rossen zehn Alben, darunter „Starry Starry Nights“, „The Impossible Dream“ und zuletzt 2006 „When You Wish upon a Star“. Daneben ist er als Musicalsänger und -produzent aktiv. 2001 gründete er mit Mikkel Rønnow die Rossen & Roennow Musical Productions mit dem Ziel, Musicals auf internationalem Niveau für das dänische Publikum zu produzieren. Rossen & Roennow produzierte 2001 Chess (mit Rossen in der Rolle des Anatoli), 2002 Barry Manilows Copacabana (mit Rossen als Tony Forte) und 2003 Les Misérables, wiederum mit Rossen als Jean Valjean.
Er trat auch in Musicals wie The Egtved Girl, Ballads Of Art And Love, The Colour Of Love und Jesus Christ Superstar auf. Außerdem wirkte er als Synchronsprecher von Figuren in den Disney-Filmen Mulan und Lilo & Stitch, trat als Sänger mit Nana Mouskouri und Grethe Ingmann auf und spielte Aufnahmen mit Per Nielsen und DJ Aligator ein.
2005 war er anlässlich des zweihundertsten Geburtstages von Hans Christian Andersen Hans-Christian-Andersen-Botschafter von Dänemark. Im gleichen Jahr gab er seine erste Konzerttournee durch die USA und gab Fernsehkonzerte in den USA und Kanada.
2006 veröffentlichte er das autobiographische Buch Livet skal ikke leves på automatpilot ("Das Leben sollte nicht auf Autopilot gelebt werden").
Stig Rossen sang außerdem die dänischen Versionen der Soundtracks von Phil Collins zu den Tarzanfilmen.

## Diskografie

### Alben
- Kærlighed og alt det der! mit Steen Boel, Jan Kaspersen, Carsten Kolster, Morten Munch, Palle Munch, Tommy Rasmussen, 1988
- Starry Starry Nights 1991
- The Impossible Dream mit Keith Airey, 1993
- Live in Concert 1994
- Letters of Love mit Terri Lyne Carrington, Armstead Christian, Niels Lan Doky, Kenya Hathaway, Camille Henry, Giovanna Joyce Imbesi, Darryl Jackson, B. J. Nelson, Chris Parks, Simon Phillips, Patrice Rushen, Jim Sitterly, David Stenske, Neil Stubenhaus, Michael Thompson, Kevan Torfeh, Larry Williams, 1997
- Julelys mit Svein Dag Hauge, Per Hillestad, Ottar Nesje, Gjermund Silseth, 1998
- Stories 2000
- Love Changes Everything mit Joanna Ampil, Debbie Cameron, Nigel Wright, 2004
- This Is the Moment: Live at Tivoli mit Trine Gadeberg, 2005
- When You Wish upon a Star, 2006
- Når du ser et stjerneskud, 2006
- Sange til hende, 2007
- En rose så jeg skyde, 2012
- Julens stemmer, 2013

### Lieder (Auswahl)
- 1988: Vi Danser Rock Og Rul (DK: Gold)[1]
- 1998: Rigtige Mænd (mit Pernille Højgaard, Morten Remar, Jacob Morild, Jan Gintberg, Benny Hansen & Airborne, DK: Platin)
- 1999: Menneskesøn (DK: Platin)
- 1999: Fremmed som mig (DK: Gold)
- 1999: To liv (DK: Gold)
- 1999: Du er mit hjerteslag (mit Birgitte Raaberg, DK: Gold)
- 2003: Jeg er på vej (mit Jamie Morton, DK: Platin)